# لا خونتا (کلرادو)
لا خونتا (به انگلیسی: La Junta) شهری در ایالت کلرادو کشور ایالات متحده آمریکا است که جمعیت آن در سرشماری سال ۲۰۱۰ میلادی، ۷٬۰۷۷ نفر بوده‌است.

## نگارخانه

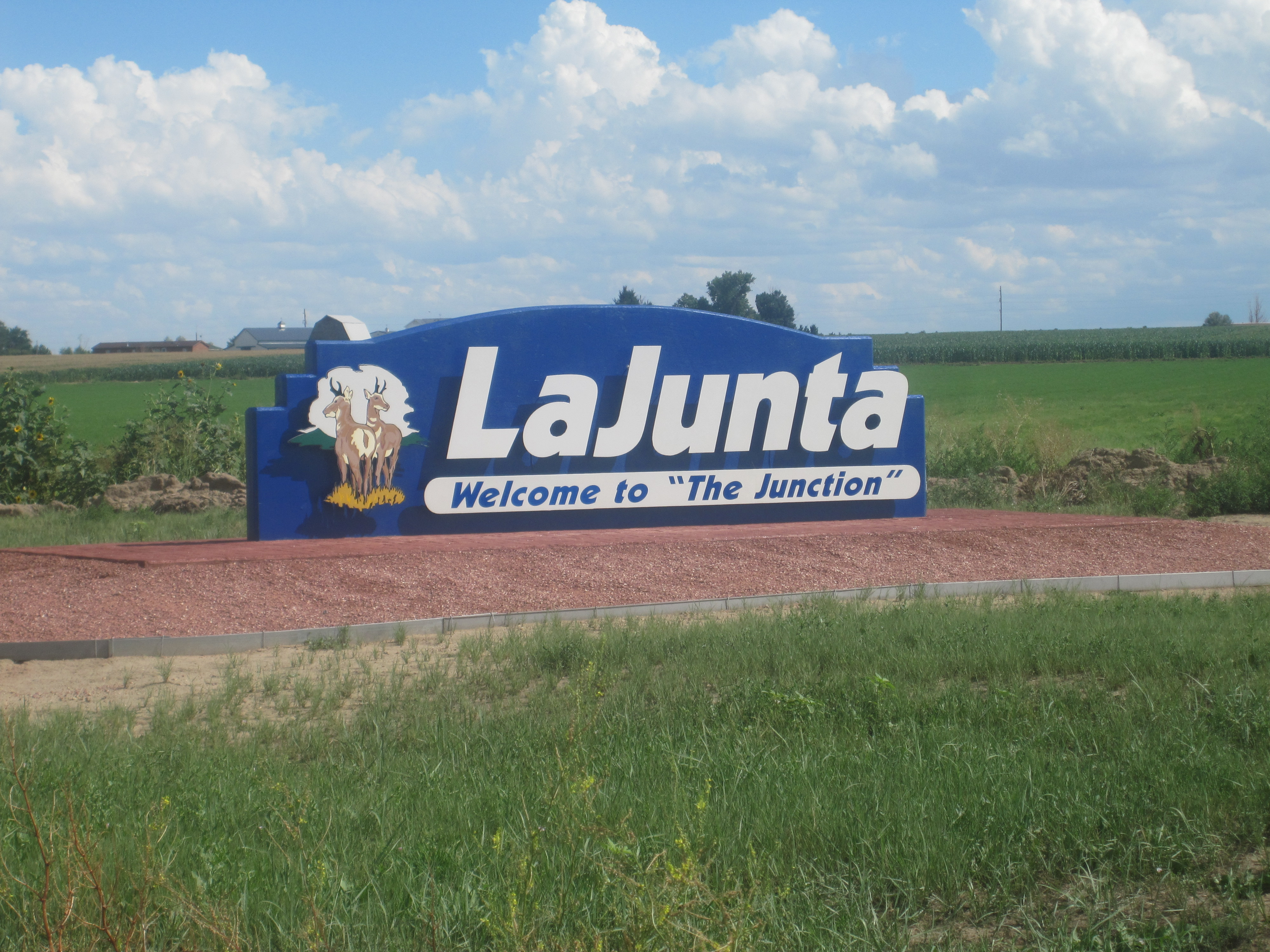
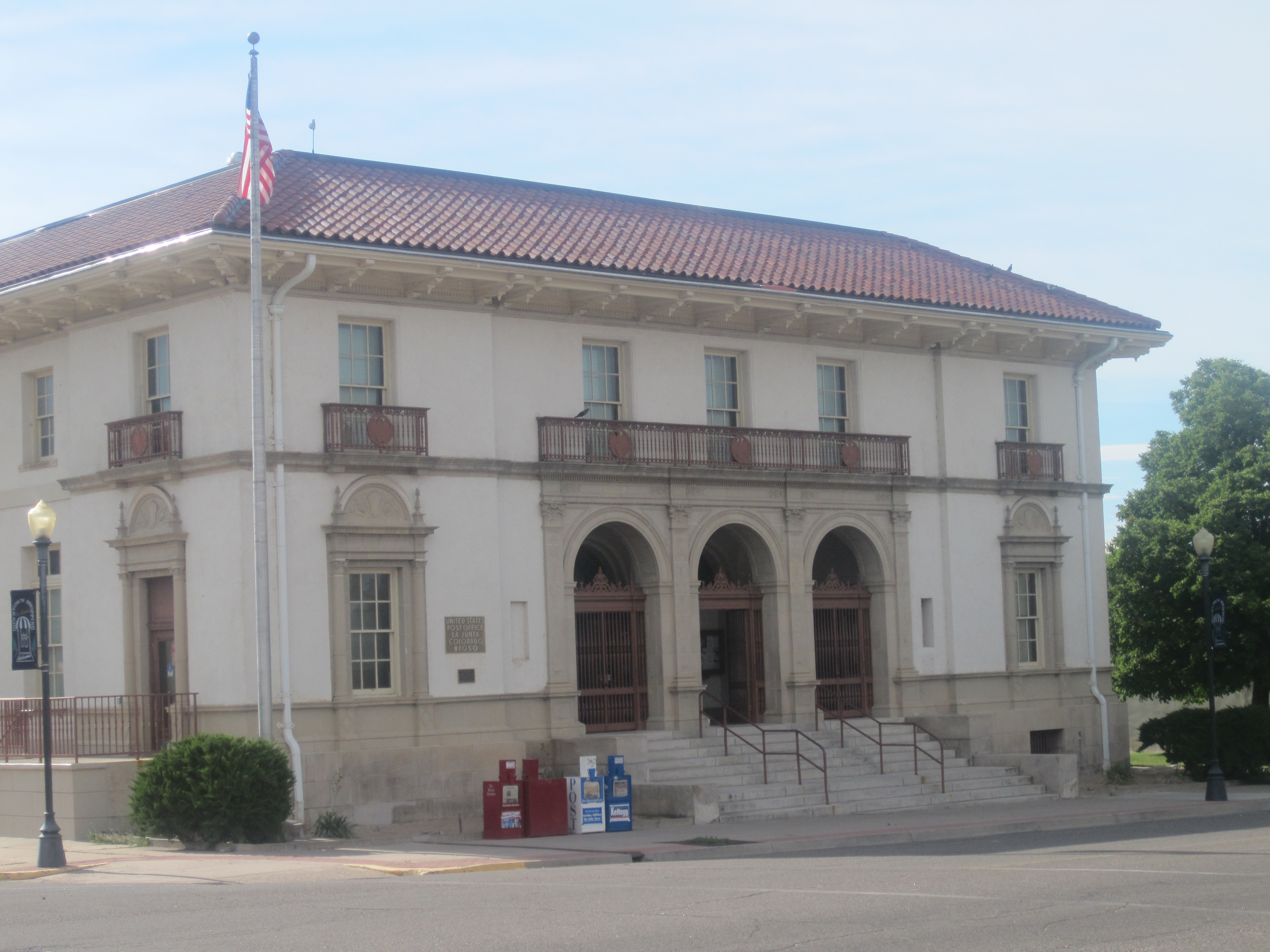
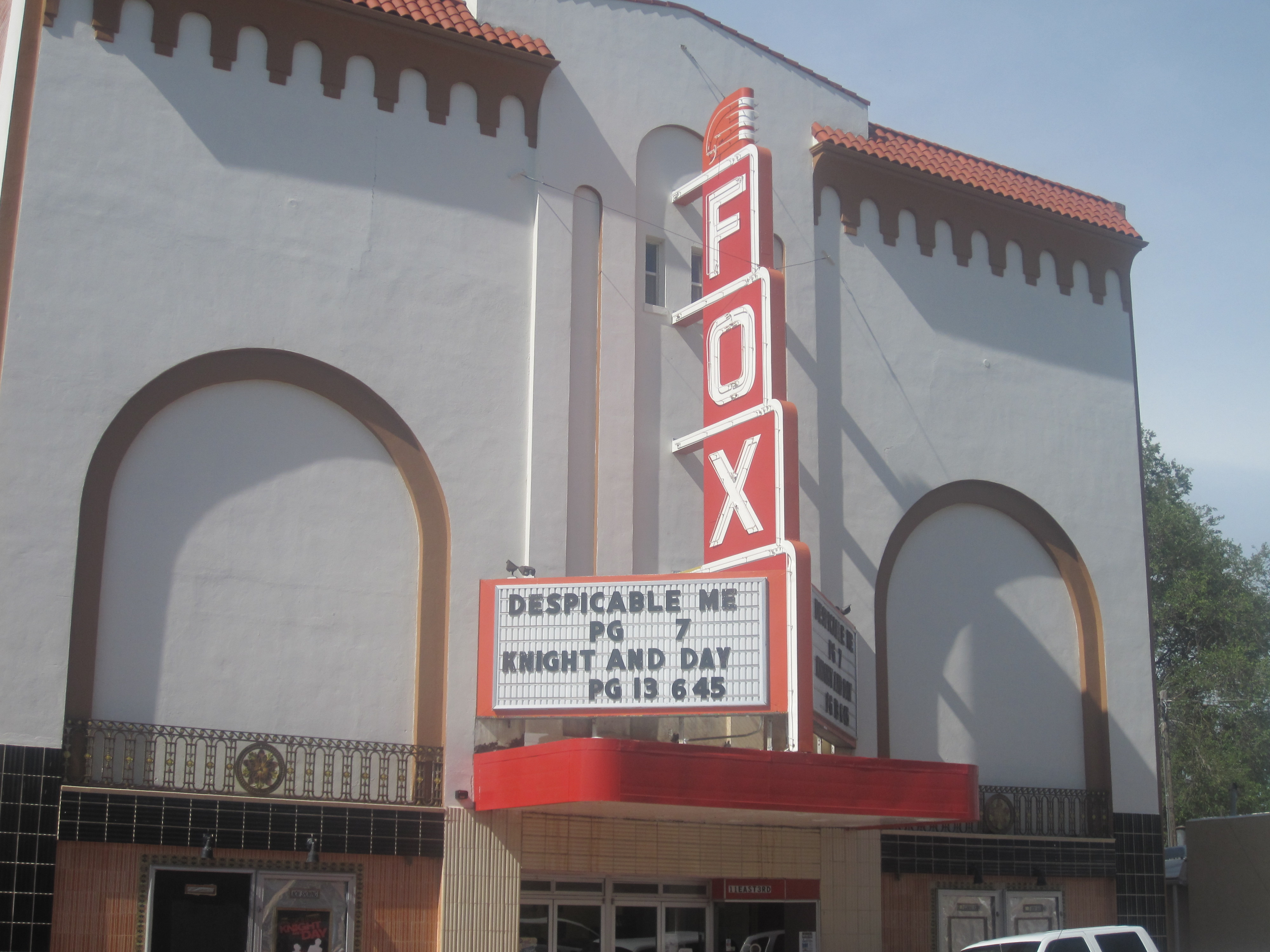
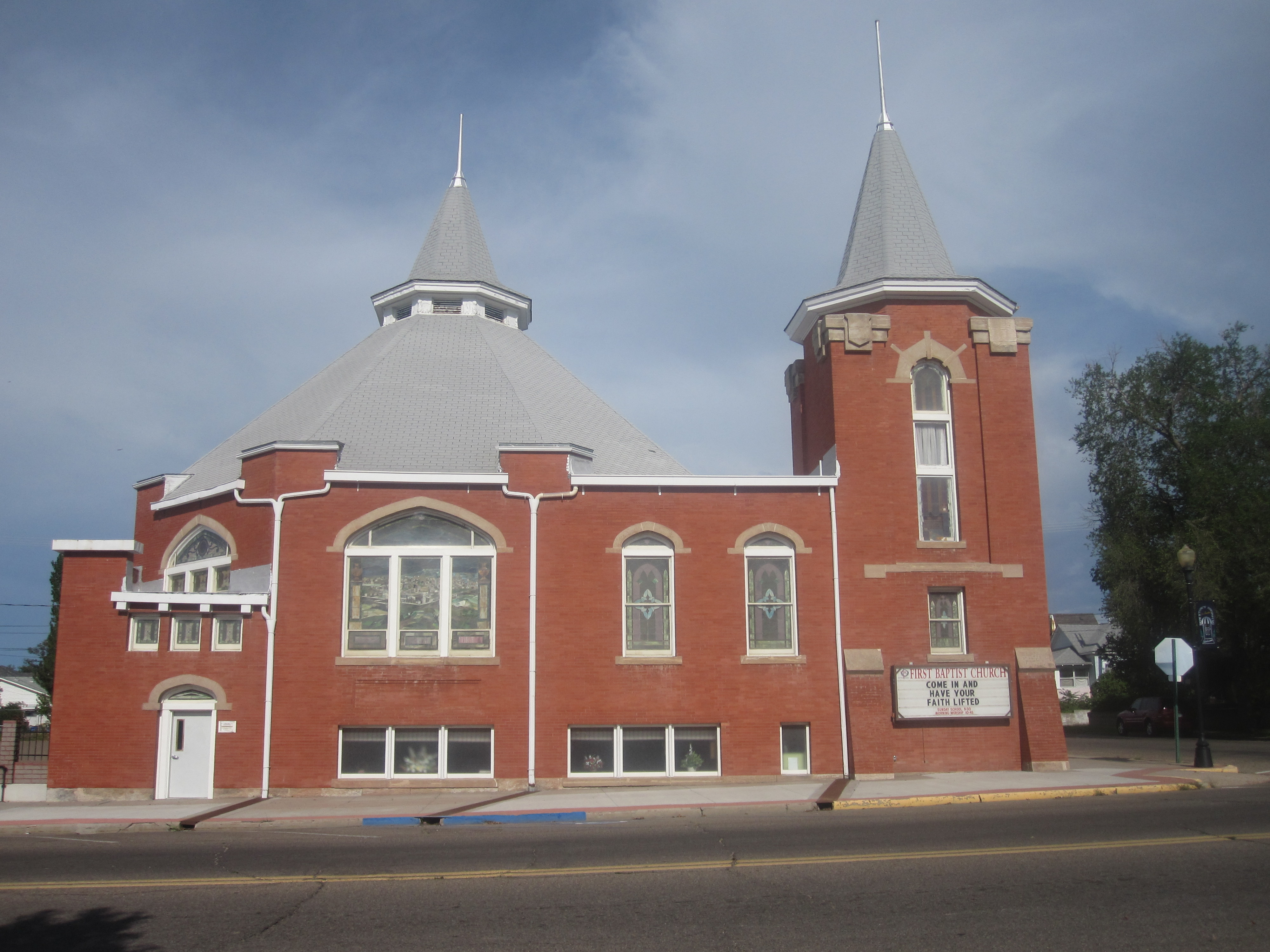
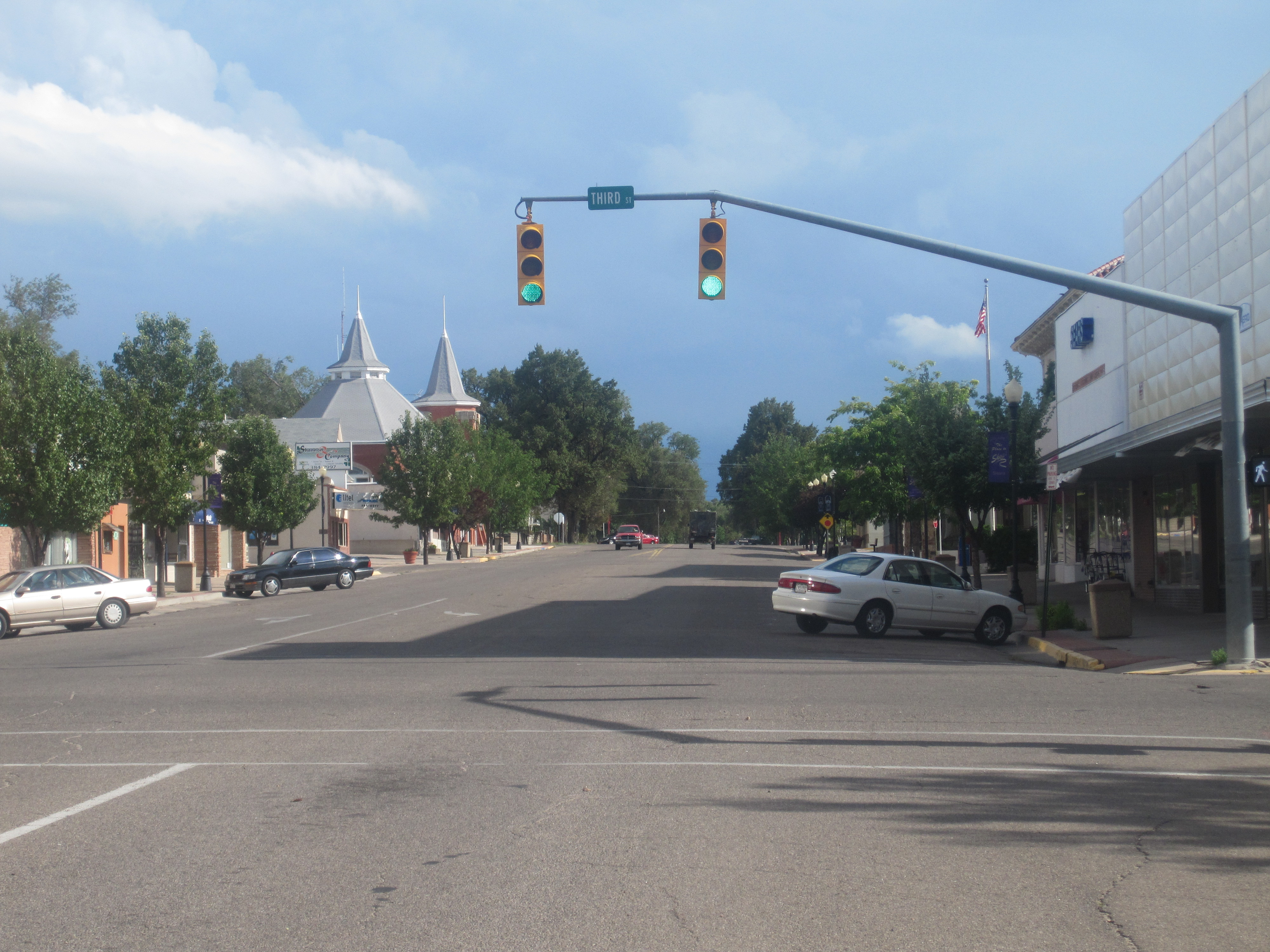
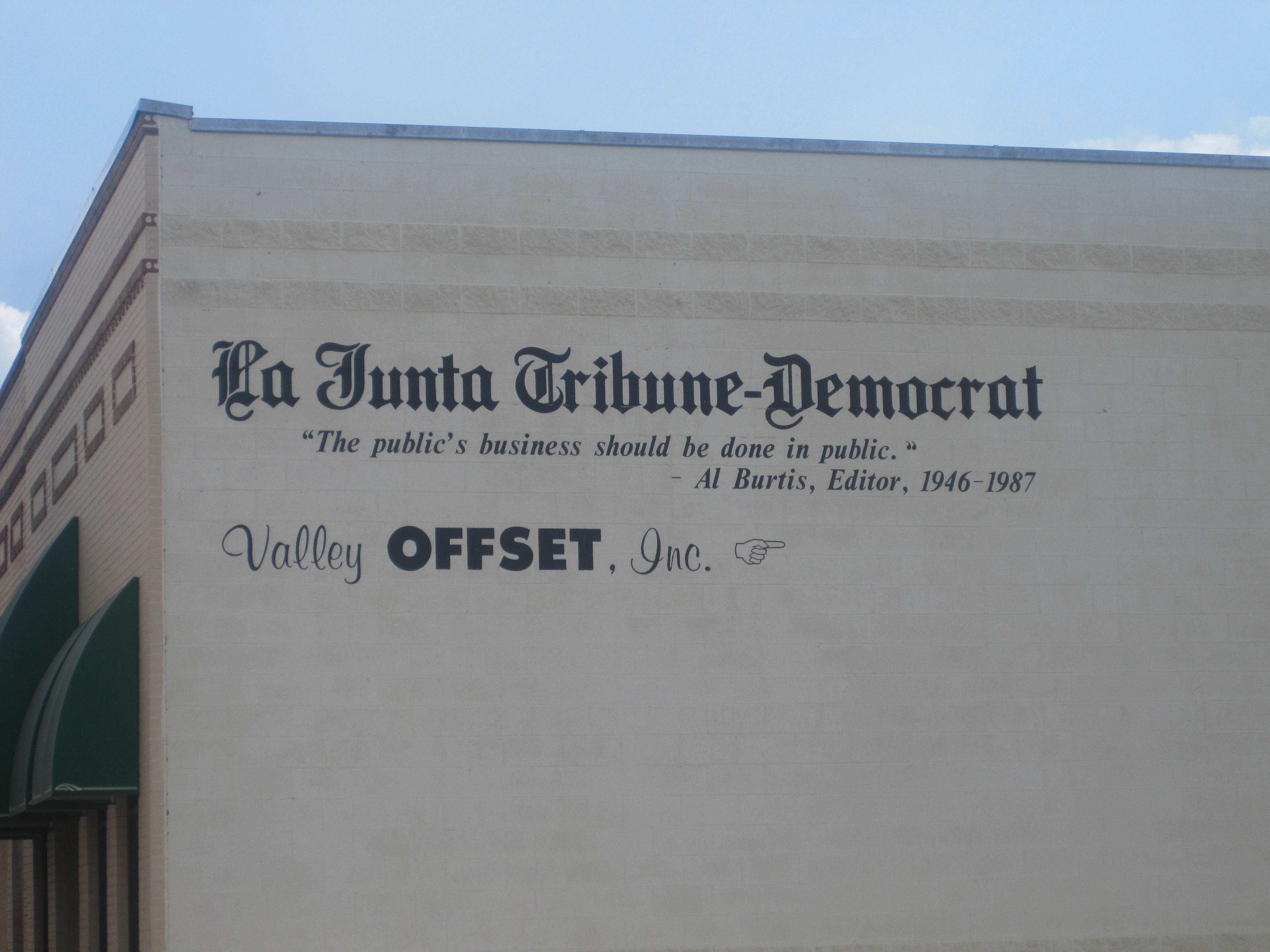
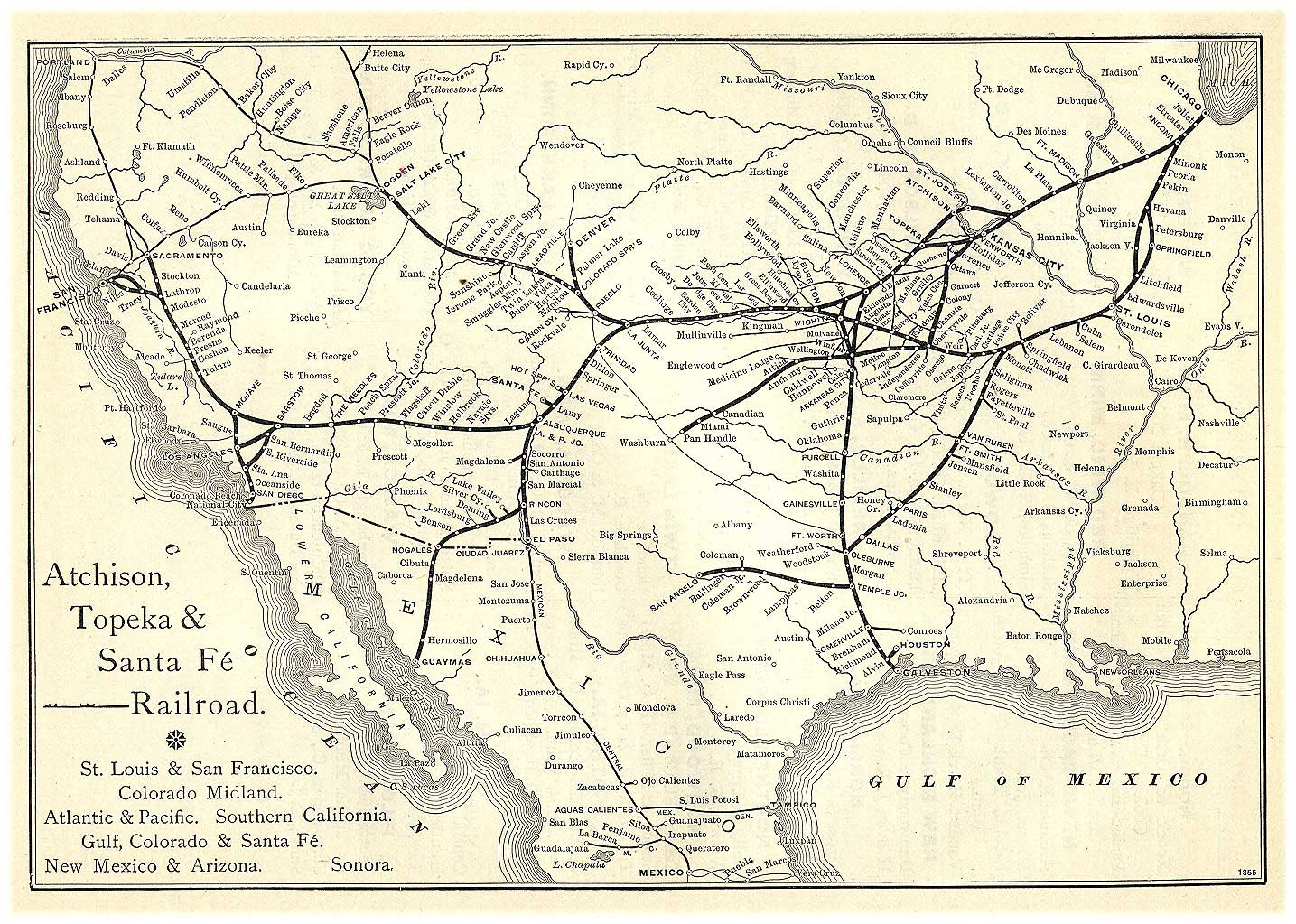